# 5月20日
5月20日（ごがつはつか）は、グレゴリオ暦で年始から140日目（閏年では141日目）にあたり、年末まではあと225日ある。

## できごと

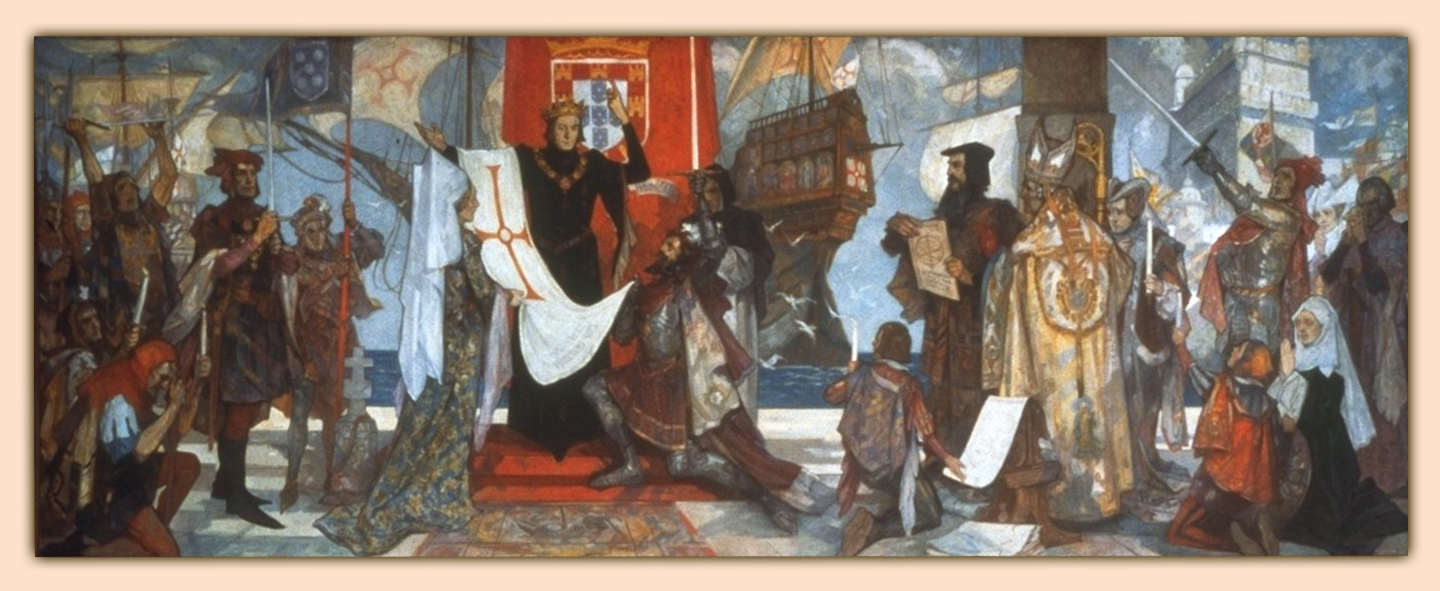
ヴァスコ・ダ・ガマ、カリカット（コーリコード）に上陸(1498)。画像は、リスボン出航。

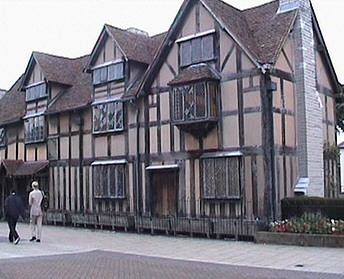
シェイクスピア『ソネット集』刊行(1609)。画像はシェイクスピアの生家。

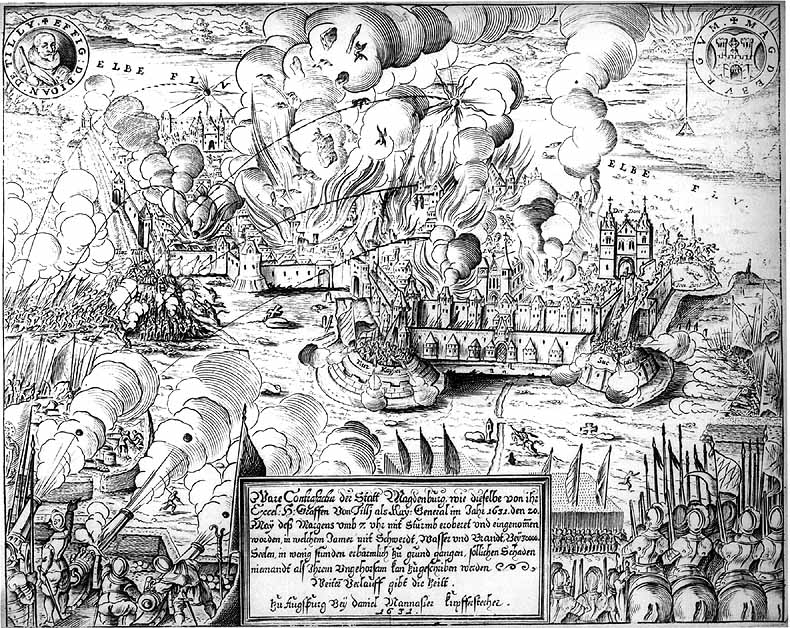
マクデブルクの戦い終結(1631)

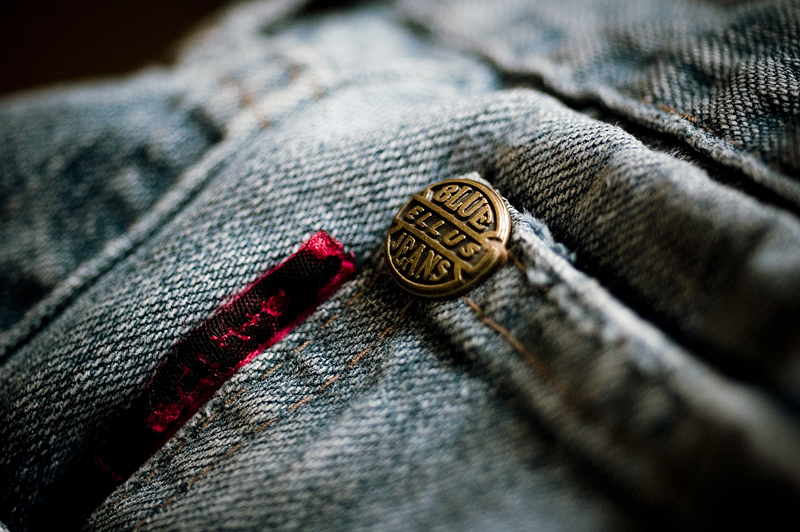
リベットで補強したズボンに特許が下りる(1873)。

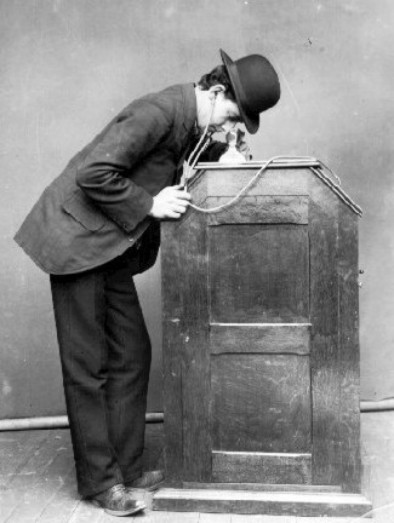
エジソンのキネトスコープ公開(1891)。画像は1895年のもの。

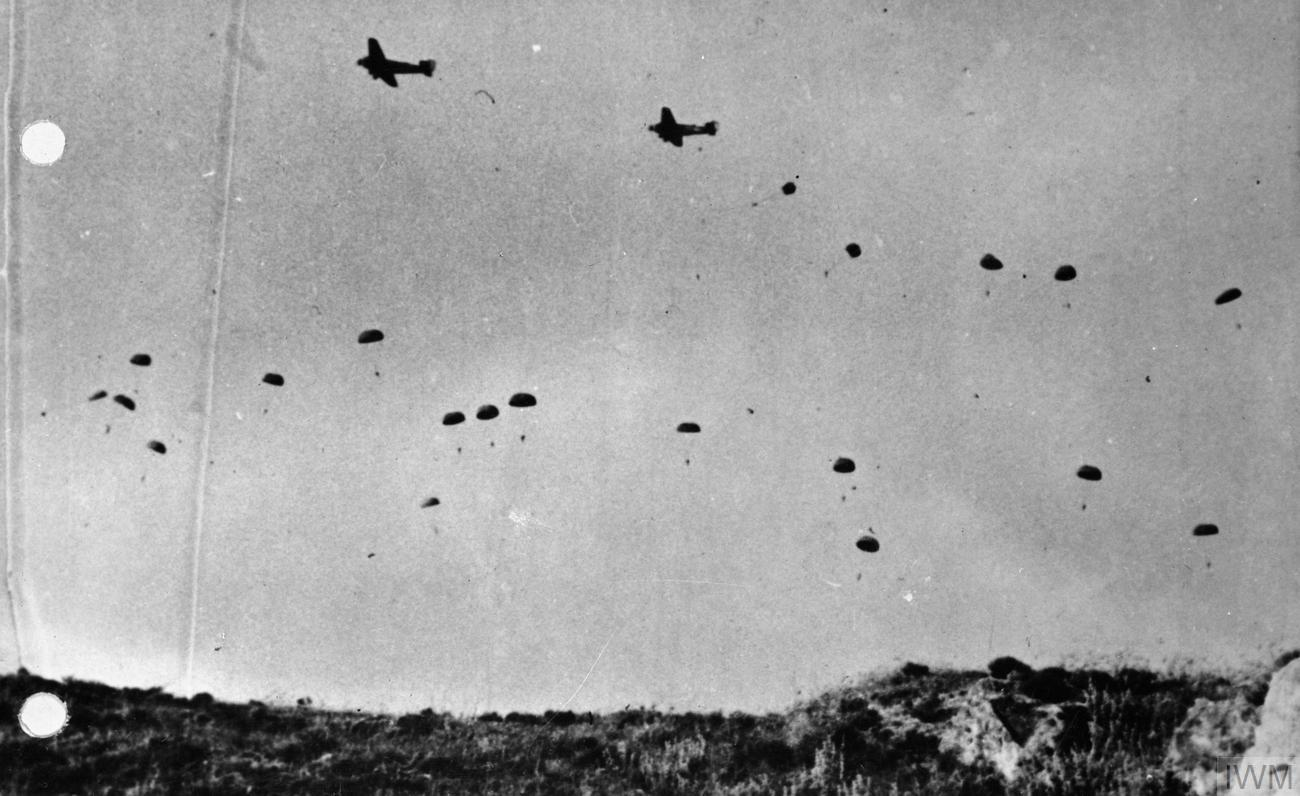
クレタ島の戦い(1941)。画像はドイツの落下傘部隊。

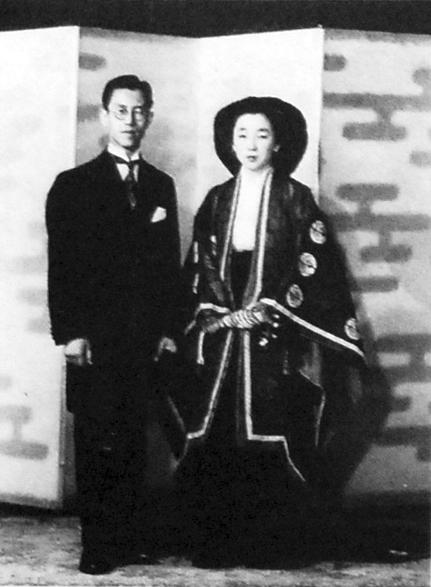
孝宮和子内親王、民間人と結婚(1950)

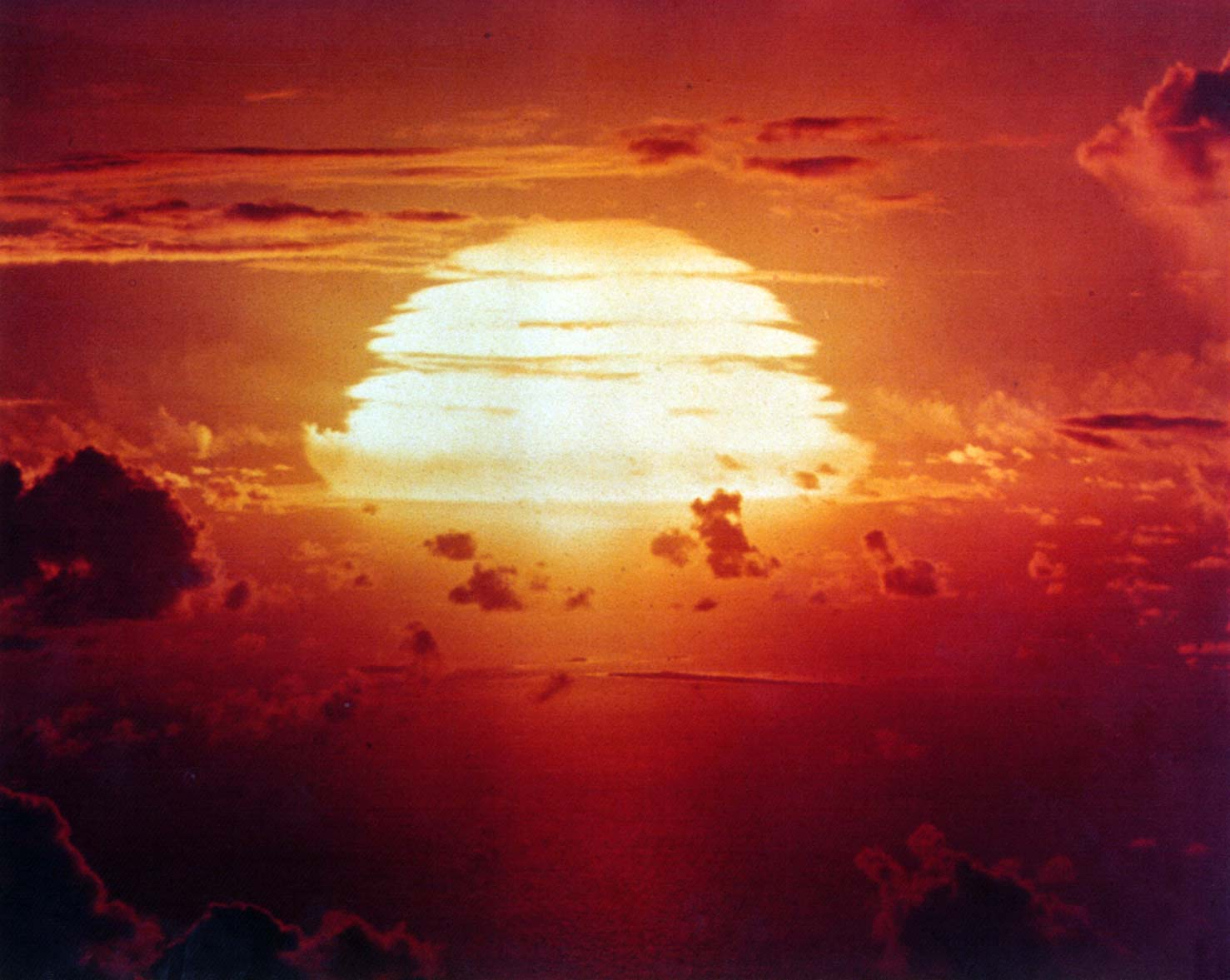
ビキニ環礁で米国の核実験レッドウィング作戦開始(1956)。画像は7月8日のアパッチ実験。

- 1217年 - 第一次バロン戦争: 第二次リンカーンの戦い。
- 1293年 - カスティーリャ王サンチョ4世が現在のマドリード・コンプルテンセ大学を創立。
- 1498年 - ヴァスコ・ダ・ガマが第一次航海でインド西岸のカリカット（コーリコード）に到達。
- 1570年 - アブラハム・オルテリウスが世界初の近代的地図「Theatrum Orbis Terrarum」を発刊。
- 1609年 - ウィリアム・シェイクスピアの『ソネット集』がトマス・ソープ（英語版）によって発刊される。
- 1631年 - 三十年戦争: マクデブルクの戦いが終結。
- 1722年（享保7年4月6日） - 江戸幕府が流地禁止令を発布。田畑を質流れの形で売買することを禁止。
- 1862年 - エイブラハム・リンカーン米大統領がホームステッド法に署名、同法が発効。
- 1873年 - リーヴァイ・ストラウスとジェイコブ・デイヴィスがリベットでポケットを補強したズボンの特許を取得、ジーンズの発祥とされる。
- 1875年 - パリでメートル条約が締結。
- 1882年 - ドイツ帝国、オーストリア＝ハンガリー帝国、イタリア王国が三国同盟を締結[1]。
- 1891年 - トーマス・エジソンが発明した映画を観る装置キネトスコープが初めて公開される。
- 1896年 - パリ・ガルニエ宮（オペラ座）で6トンのシャンデリアが落下し、1人死亡。
- 1902年 - キューバがアメリカ合衆国の軍政から独立。
- 1903年 - 日本人で初めてチベットに入国した仏教学者・河口慧海が4年ぶりに帰国。
- 1908年 - オランダの統治下ジャワ島で民族主義的政治結社ブディ・ウトモが結成される。
- 1909年 - うま味調味料「味の素」発売。
- 1918年 - アメリカ海軍の戦艦「ニューメキシコ」が就役。
- 1921年 - 沖縄県那覇市・首里市（現在は那覇市の一部）が市制施行。
- 1921年 - 中華民国（北京政府）外交部総長顔恵慶とドイツ国側代表ヘルベルト・フォン・ボルヒが北京で中独協約を締結し両国の国交を回復する。ドイツが膠州湾租借地を放棄する。
- 1922年 - 龍谷大学が大学令による大学として認可される。
- 1927年 - チャールズ・リンドバーグが史上初の大西洋横断飛行のためスピリット・オブ・セントルイス号に乗りニューヨークを出発。翌日パリに到着。
- 1929年 - 岐阜県船津町で大火。町役場、裁判所出張所、営林署、郵便局などの公共施設を含む1200余戸が全焼[2]。
- 1932年 - アメリア・イアハートが女性として初めての大西洋単独横断飛行のため、ロッキード ベガに乗りニューファンドランドを出発。翌日アイルランドに到着。
- 1933年 - 大阪市営地下鉄御堂筋線の梅田（仮駅） - 心斎橋駅間が開業。大阪初の地下鉄。
- 1936年 - 阿部定事件の犯人・阿部定が品川で逮捕。
- 1938年 - 日中戦争: 国民革命軍のマーチン139W爆撃機2機が九州上空に侵入し反戦ビラを投下。日本本土上空に侵入した初の敵国機となる。
- 1941年 - 第二次世界大戦: クレタ島の戦いが始まる。
- 1941年 - 東京港が外国貿易港として開港。
- 1942年 - 翼賛政治会結成。帝国議会議員のほぼ全員が参加。
- 1942年 - 和歌山県田辺市が市制施行。
- 1949年 - アメリカ国家安全保障局（NSA）の前身となる軍保安局（AFSA）が設置される。
- 1950年 - 臨時石炭鉱業管理法廃止。炭鉱の国家管理が終了。
- 1950年 - 孝宮和子内親王が鷹司平通と結婚。皇族が初めて民間人と結婚。
- 1954年 - ビル・ヘイリーのシングルレコード「ロック・アラウンド・ザ・クロック」が発売。ロックンロールブームとなる。
- 1954年 - 大韓民国（第一共和国時代）で第3代総選挙が行なわれる。
- 1956年 - アメリカ合衆国がビキニ環礁で初めての水爆投下実験。（レッドウィング作戦）
- 1960年 - 安保闘争: 自民党が衆議院で新日米安保条約を単独で強行採決[3]。
- 1968年 - 「信濃の国」が正式に長野県の県歌として制定される。
- 1969年 - 立命館大学全共闘が同校のわだつみ像を破壊[4]。
- 1975年 - 白鳥事件の再審請求で最高裁が請求を棄却するが、「疑わしきは罰せず」の原則を再審請求にも適用するという新たな基準（白鳥決定）を示し、再審の門戸を広げる。
- 1978年 - 新東京国際空港（成田空港）が開港。
- 1984年 - 外国人初の関取・高見山が引退[5]。
- 1990年 - ルーマニア革命: ルーマニアで半世紀ぶりの自由選挙が行われる。
- 1999年 - 大邱児童硫酸テロ事件（朝鮮語版）が発生。殺人罪の公訴時効を廃止するテワン法（朝鮮語版）制定の契機となる。
- 2000年 - 陳水扁が中華民国総統に就任。
- 2002年 - 東ティモールがインドネシアから独立。シャナナ・グスマンが初代大統領に、マリ・アルカティリが初代首相に就任。
- 2007年 - 石川遼がマンシングウェアオープン KSBカップで優勝。15歳245日での優勝はゴルフのプロツアー大会における世界最年少記録[6]。
- 2008年 - シンガポール航空により、世界最大の旅客機エアバスA380が、日本（シンガポール - 成田）に初めて乗り入れる[7]。
- 2010年 - 大相撲野球賭博問題: この日発売の『週刊新潮』で大相撲の現役力士の大関琴光喜が暴力団による野球賭博に関与していたことが報じられる。
- 2012年 - 大相撲夏場所で、前頭7枚目の旭天鵬が史上初の平幕同士の優勝決定戦を制し初優勝。同時に初優勝の最年長記録を更新した。
- 2013年 - アメリカ合衆国オクラホマ州でFE5の竜巻が発生し、24人が死亡。（2013年ムーア竜巻）
- 2016年 - 蔡英文が中華民国総統に就任[8]。
- 2016年 - 第3回世界メディアサミットがドーハで開幕。翌21日まで。
- 2019年 - 国際単位系（SI）の新定義の発効に伴い、国際キログラム原器の重量に基づくキログラムの定義が廃止される。
- 2019年 -  アメリカの億万長者で投資家ロバート・スミスが、モアハウスカレッジの卒業生約400人分の学生ローンを肩代わりすると申し出る[9]。
- 2020年 - 日本高野連が、新型コロナウイルス感染症の拡大に伴い同年8月10日から開催予定であった第102回全国高等学校野球選手権大会を中止にすることを決定[10]。
- 2024年 - 第77回カンヌ国際映画祭で、スタジオジブリに名誉パルムドールが授与される。名誉パルムドールがスタジオに授与されるのは史上初[11]。

## 誕生日
| ある意見の有用性は、それ自体が意見の問題である。――『自由論』(1859) |

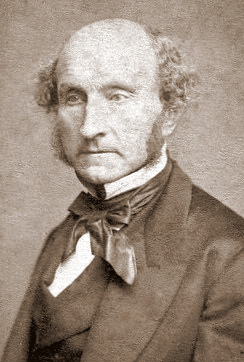
哲学者・経済学者、ジョン・スチュアート・ミル(1806-1873)誕生。

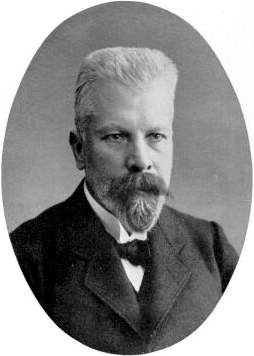
無細胞での発酵を発見した生化学者エドゥアルト・ブフナー(1860-1917)誕生。

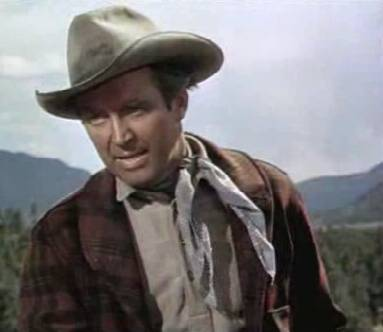
俳優ジェームズ・ステュアート(1908-1997)誕生。

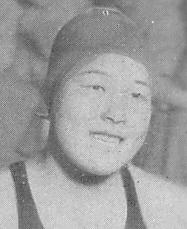
日本人女性初の金メダリスト、水泳選手前畑秀子(1914-1995)誕生。

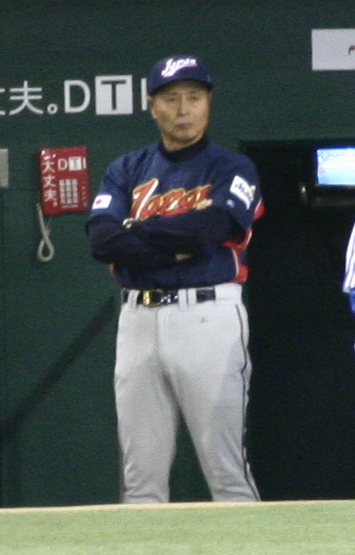
868本塁打を記録したプロ野球選手、王貞治(1940-)誕生。

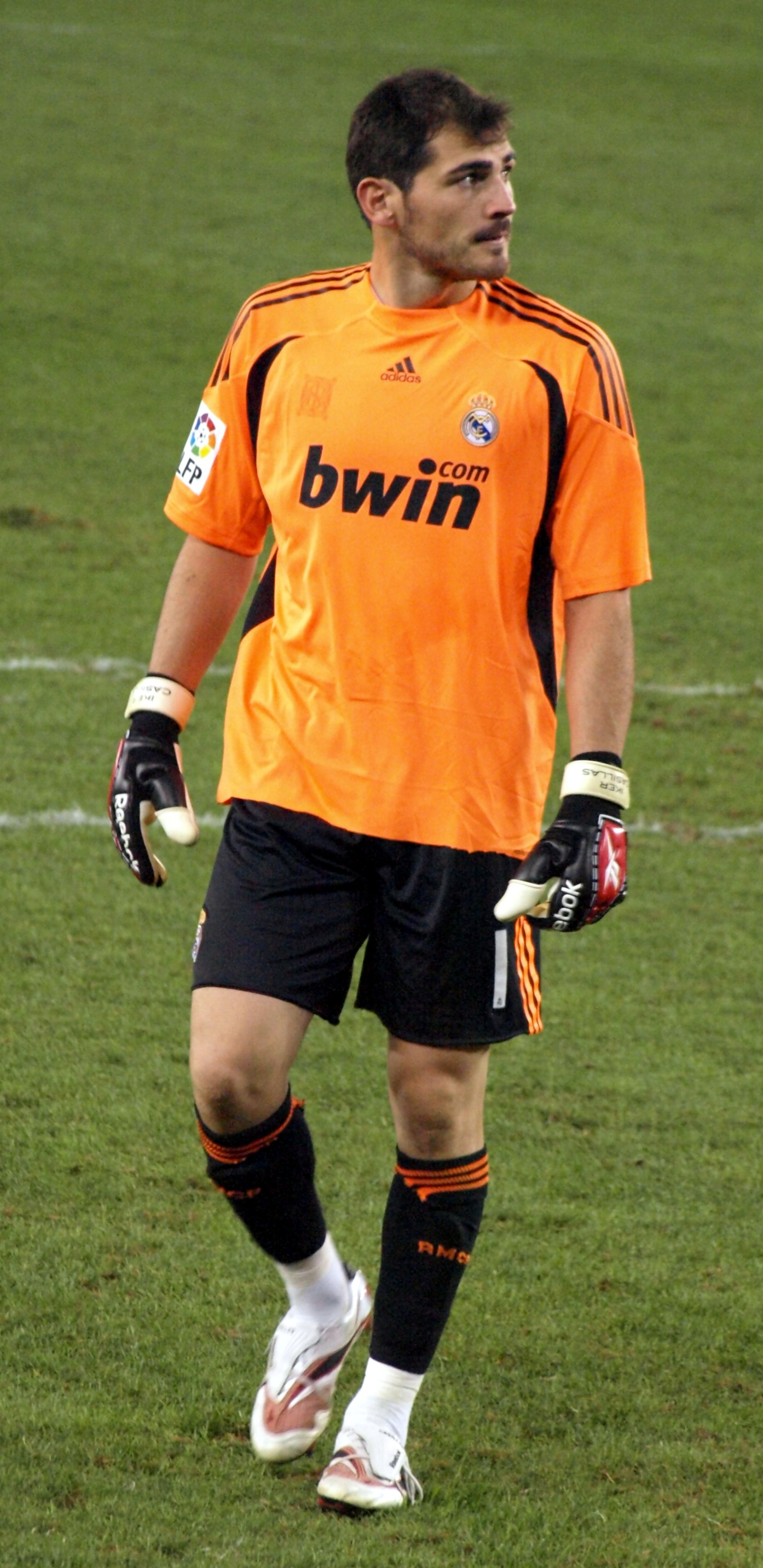
サッカー選手イケル・カシージャス(1981-)誕生。2010 FIFAワールドカップでは、代表キャプテンとしてスペインのW杯初優勝に貢献した。

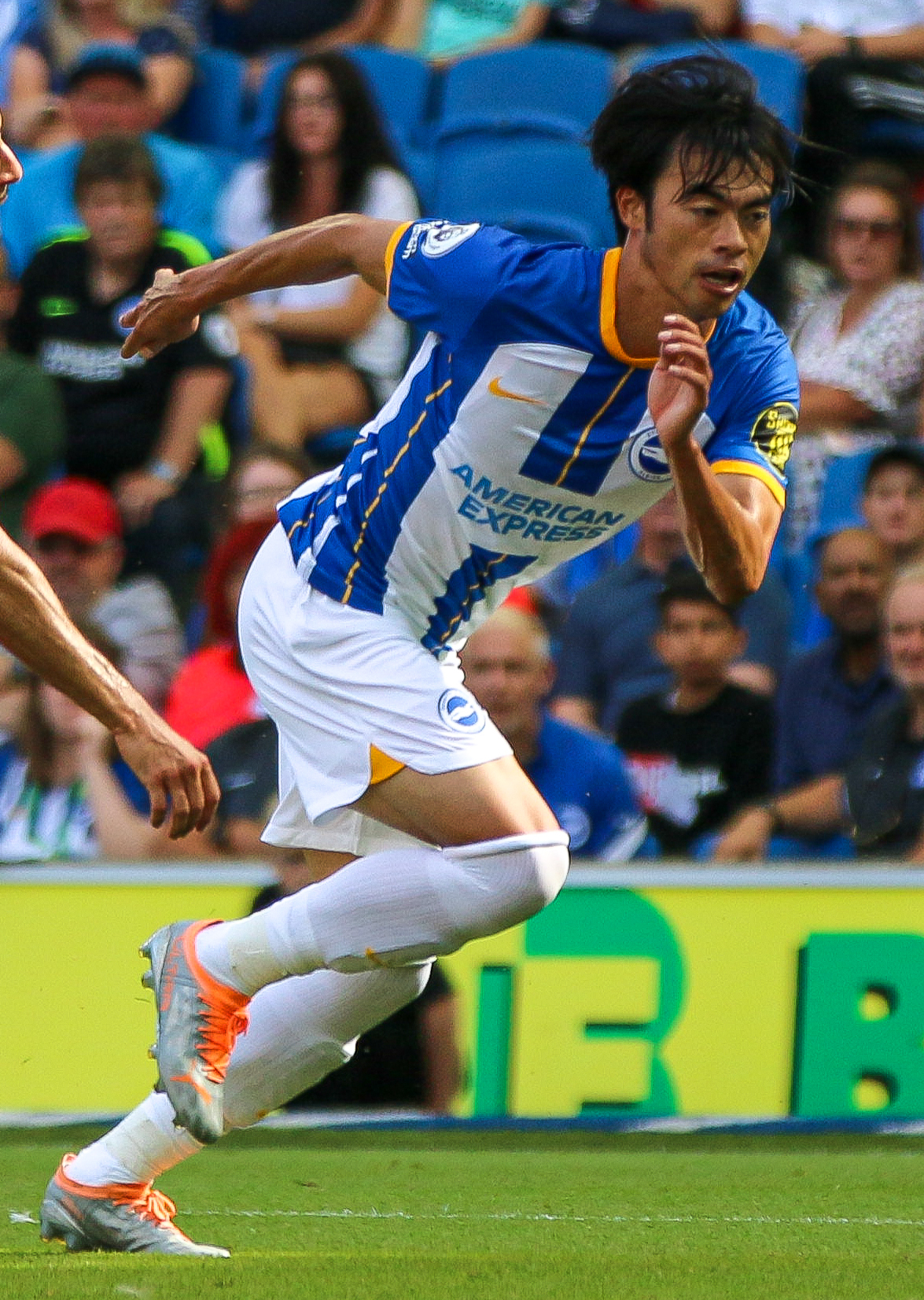
サッカー選手三笘薫(1997-)誕生。英プレミアリーグで日本人初のシーズン二桁得点を記録した。

- 1470年 - ピエトロ・ベンボ、詩人、人文学者、文芸理論家 (+ 1547年)
- 1608年（慶長13年4月7日） - 稲葉信通、豊後臼杵藩の第4代藩主（+ 1673年）
- 1652年（慶安5年4月13日） - 一条冬経、公卿（+ 1705年）
- 1768年 - ドリー・マディソン、アメリカ合衆国のファーストレディ（第4代アメリカ合衆国大統領ジェームズ・マディソンの妻）（+ 1849年）
- 1799年 - オノレ・ド・バルザック、小説家（+ 1850年）
- 1806年 - ジョン・スチュアート・ミル、思想家、経済学者（+ 1873年）
- 1822年 - フレデリック・パシー、経済学者（+ 1912年）
- 1829年（文政12年4月18日） - 大久保忠愨、相模小田原藩の第8代藩主（+ 1859年）
- 1830年 - エクトール・アンリ・マロ、小説家（+ 1907年）
- 1851年（嘉永4年4月20日） - 山葉寅楠、実業家（+ 1916年）
- 1851年 - エミール・ベルリナー、発明家（+ 1929年）
- 1860年 - エドゥアルト・ブフナー、生化学者（+ 1917年）
- 1873年 - 桐生悠々、ジャーナリスト（+ 1941年）
- 1874年 - ハロルド・ハーヴェイ、画家（+ 1941年）
- 1882年 - 川村驥山、書家（+ 1969年）
- 1882年 - シグリ・ウンセット、小説家（+ 1949年）
- 1883年 - ファイサル1世、初代イラク国王（+ 1933年）
- 1886年 - 高村智恵子、洋画家、高村光太郎の妻（+ 1938年）
- 1888年 - 湯沢三千男、政治家（+ 1963年）
- 1892年 - 三枝博音、哲学者（+ 1963年）
- 1895年 - レジナルド・ジョセフ・ミッチェル、航空技術者（+ 1937年）
- 1896年 - 中戸川吉二、小説家（+ 1942年）
- 1897年 - コートニー・ホイットニー、弁護士、法学博士、合衆国米軍将官（+ 1969年）
- 1898年 - ジョセフ・マーフィー、牧師（+ 1981年）
- 1901年 - 島秀雄、鉄道技術者（+ 1998年）
- 1901年 - マックス・エーワ、数学者、チェスプレイヤー（+ 1981年）
- 1904年 - 永井龍男、小説家（+ 1990年）
- 1904年 - マージェリー・アリンガム、推理作家（+ 1966年）
- 1907年 - 高橋雄之助、政治家（+ 1983年）
- 1908年 - ジェームズ・ステュアート、俳優（+ 1997年）
- 1913年 - ウィリアム・ヒューレット、技術者、実業家（+ 2001年）
- 1914年 - 武平三、騎手、調教師（+ 2001年）
- 1914年 - 前畑秀子、水泳選手（+ 1995年）
- 1915年 - モーシェ・ダヤン、イスラエルの軍人（+ 1981年）
- 1916年 - トレビゾンダ・ヴァッラ、陸上競技選手（+ 2006年）
- 1918年 - エドワード・ルイス、遺伝学者（+ 2004年）
- 1919年 - 大蛇潟金作、元大相撲力士（+ 1986年）
- 1921年 - ヴォルフガング・ボルヒェルト、小説家、劇作家、詩人（+ 1947年）
- 1921年 - ハル・ニューハウザー、元プロ野球選手（+ 1998年）
- 1922年 - 大野俊康、神職（+ 2013年）
- 1923年 - 伴勇資、元プロ野球選手（+ 2003年）
- 1924年 - 相田みつを、書家、詩人（+ 1991年）
- 1927年 - 板橋興宗、曹洞宗僧侶、元大本山總持寺貫首・曹洞宗管長（+ 2020年）
- 1927年 - 小笠原弘、俳優（+ 2006年）
- 1929年 - 一陽斎蝶一、奇術師（+ 2018年）
- 1929年 - チャールズ・ティリー、社会学者（+ 2008年）
- 1929年 - 星野武男、元プロ野球選手
- 1930年 - 長尾靖、写真家（+ 2009年）
- 1931年 - 猪谷千春、スキー選手、IOC理事
- 1931年 - ケン・ボイヤー、元プロ野球選手（+ 1982年）
- 1935年 - ホセ・ムヒカ、政治家、第40代ウルグアイ大統領（+ 2025年）
- 1936年 - 河崎義祐、映画監督（+ 没年不詳）
- 1936年 - 太田誠、アマチュア野球指導者
- 1938年 - 星野壽市、実業家、馬主
- 1939年 - 東條由布子、作家（+ 2013年）
- 1940年 - 王貞治、元プロ野球選手、監督
- 1940年 - オットー・ジェリネク、フィギュアスケート選手
- 1940年 - 尾崎靖夫、元プロ野球選手（+ 2020年）
- 1941年 - ゴー・チョクトン、政治家、シンガポール首相
- 1944年 - ジョー・コッカー、歌手（+ 2014年）
- 1945年 - 昔昔亭桃太郎、落語家
- 1946年 - ジム・ライトル、元プロ野球選手
- 1946年 - シェール、歌手、女優
- 1947年 - ポール・ハースト、社会学者（+ 2003年）
- 1948年 - 玄田哲章、声優
- 1948年 - 真理アンヌ、女優、タレント
- 1948年 - 御厨さと美、漫画家（+ 2022年）
- 1950年 - 毛利蔵人、作曲家（+ 1997年）
- 1952年 - ロジェ・ミラ、元サッカー選手
- 1954年 - デビッド・パターソン、政治家
- 1955年 - ディエゴ・アバタントゥオーノ、俳優
- 1955年 - 植上健治、元プロ野球選手（+ 1995年）
- 1956年 - 工藤一彦、元プロ野球選手
- 1957年 - 野田佳彦、政治家、衆議院議員、第95代内閣総理大臣
- 1958年 - 加川明、歌手、俳優
- 1958年 - 西村博巳、元プロ野球選手
- 1958年 - 赤嶺賢勇、元プロ野球選手
- 1958年 - ジェーン・ウィードリン、歌手、女優
- 1959年 - 佐藤修、元アナウンサー
- 1960年 - トニー・ゴールドウィン、俳優
- 1961年 - ラルフ・ブライアント、元プロ野球選手
- 1961年 - 髙野光、元プロ野球選手（+ 2000年）
- 1962年 - 三間雅文、音響監督
- 1963年 - 高木宣宏、元プロ野球選手
- 1963年 - デビッド・ウェルズ、元プロ野球選手
- 1964年 - ジェフ・シュワーズ、元プロ野球選手
- 1964年 - 玄葉光一郎、政治家、衆議院議員、元外務大臣
- 1964年 - 薬師神繁男、元プロ野球選手
- 1965年 - 佐藤晃、ミュージシャン（infix）
- 1965年 - 伊藤裕二、サッカー指導者、元選手
- 1965年 - 丹波健二、元プロ野球選手
- 1965年 - トッド・ストットルマイヤー、元プロ野球選手
- 1966年 - 益子直美、バレーボール選手
- 1966年 - 木原文人、プロレスリングアナウンサー
- 1967年 - 片桐真衣、声優
- 1967年 - 石田昌宏、政治家
- 1968年 - 鈴木慶子、元野球選手
- 1968年 - ワイサレ・セレヴィ、ラグビーユニオン選手
- 1969年 - 高橋和也、ミュージシャン、俳優
- 1970年 - 河村隆一、ミュージシャン（LUNA SEA、Tourbillon）
- 1971年 - 光浦靖子、お笑いタレント（オアシズ）
- 1971年 - 大越基、元プロ野球選手
- 1972年 - 菅生千穂、クラリネット演奏家
- 1972年 - 清水伸、俳優
- 1972年 - バスタ・ライムス、ラッパー
- 1974年 - 佐藤栄見子、アナウンサー
- 1974年 - ミカエル・スタンネ、ミュージシャン
- 1974年 - トランセル種市、元ゲームライター
- 1975年 - ラルフ・ファーマン、レーシングドライバー
- 1975年 - 八幡カオル、お笑いタレント
- 1976年 - 里崎智也、元プロ野球選手
- 1976年 - ラモン・ヘルナンデス、元プロ野球選手
- 1977年 - レオ・フランコ、サッカー選手
- 1978年 - 永井大、俳優、タレント
- 1978年 - 山本舞衣子、アナウンサー
- 1978年 - ウィルソン・バルデス、元プロ野球選手
- 1979年 - 岩見よしまさ、お笑いタレント（飛石連休）
- 1979年 - 河杉貴志、声優
- 1979年 - クリストフ・ルメール、騎手
- 1979年 - ジェイソン・ワース、元プロ野球選手
- 1980年 - 新保友映、アナウンサー
- 1980年 - 佐賀一平、サッカー選手、指導者
- 1980年 - オースティン・カーンズ、元プロ野球選手
- 1980年 - 森千夏、砲丸投選手（+ 2006年）
- 1981年 - 田中賢介、元プロ野球選手
- 1981年 - 藤井淳志、元プロ野球選手
- 1981年 - 岡本篤志、元プロ野球選手
- 1981年 - 新井亮司、元プロ野球選手
- 1981年 - 渡海谷保、元ラグビー選手
- 1981年 - 飯窪五月、元グラビアアイドル
- 1981年 - イケル・カシージャス、元サッカー選手
- 1982年 - ペトル・チェフ、元サッカー選手
- 1983年 - 時椿サスケ[注 1]、元お笑いタレント（元ざしきわらし）、YouTuber（プリッとchannel）
- 1983年 - アダム・ロサレス、元プロ野球選手
- 1983年 - オスカル・カルドソ、サッカー選手
- 1984年 - 宇都格、元プロ野球選手
- 1984年 - 平野良、俳優
- 1985年 - 村田透、プロ野球選手
- 1985年 - 桑原太矩、漫画家
- 1985年 - クリス・フルーム、自転車競技選手
- 1986年 - 橋本麗奈、タレント、アナウンサー
- 1986年 - 菅原知弘、テレビ朝日アナウンサー
- 1986年 - 丸田恭介、騎手
- 1986年 - 岩森重貴、プロ野球選手
- 1987年 - 蘭乃はな、女優
- 1987年 - 高橋ゆづき、実業家、女優
- 1987年 - 中村真梨花、将棋棋士
- 1987年 - 竹内洋司、尺八奏者
- 1987年 - 三浦敬太、ボートレーサー
- 1987年 - ハーフナー・マイク、サッカー選手
- 1987年 - フランシスコ・ミント、ラグビーユニオン選手
- 1988年 - 長瀬実夕、元歌手（元ZONE）
- 1988年 - カイル・ジェンセン、元プロ野球選手
- 1989年 - 高野正成、お笑い芸人（きしたかの）
- 1989年 - 山口菜緒、元プロレスラー、元グラビアアイドル
- 1990年 - 吉田紗也加、女優
- 1990年 - 鈴木ブルーノ、サッカー選手
- 1990年 - 千葉健太、元陸上選手
- 1990年 - アンデルソン・デ・カルバーリョ・サントス、サッカー選手
- 1990年 - ラシナ・トラオレ、サッカー選手
- 1990年 - ラファエウ・カブラル・バルボサ、サッカー選手
- 1990年 - クリス・リード、元プロ野球選手
- 1990年 - アデリーヌ・キャナック、フィギュアスケート選手
- 1991年 - 三田尚央、元サッカー選手
- 1991年 - アナスタシヤ・ヴィホドツェワ、フィギュアスケート選手
- 1992年 - 田口雅也、陸上選手
- 1992年 - 鈴木理紗、元ハンドボール選手
- 1992年 - ジャック・グリーソン、俳優
- 1993年 - キャロライン・ジャン、フィギュアスケート選手
- 1993年 - 松枝博輝、陸上選手
- 1993年 - 草田草太、イラストレーター
- 1995年 - 茜音、女優（元Girl〈s〉ACTRY）
- 1996年 - 佐々木萌詠、元女優
- 1996年 - 中島優衣、アイドル、声優（アイドルカレッジ、元ピュアリーモンスター）
- 1996年 - 泉翔馬、プロアイスホッケー選手
- 1996年 - 白崎ゆりあ、女優、タレント、モデル、ラウンドガール
- 1997年 - ささの貴斗、俳優
- 1997年 - 春木大輔、モデル、俳優（元NORD）
- 1997年 - かす、YouTuber
- 1997年 - 本塚聖也、サッカー選手
- 1997年 - 三笘薫、サッカー選手
- 1998年 - 鈴木将平、プロ野球選手
- 1998年 - 鈴木日奈子、サッカー選手
- 1999年 - 山口千沙季、元プロ野球選手
- 2000年 - 澁谷武尊、元俳優
- 2000年 - 浅井七海、アイドル（元AKB48）
- 2000年 - イ・スンファン、元アイドル（1THE9）
- 2000年 - 野田紗月、アーチェリー選手
- 2000年 - 葵成美、レースクイーン、グラビアモデル
- 2001年 - 後藤萌咲、タレント、アイドル（元AKB48）
- 2002年 - 佐々木大光、アイドル（7 MEN 侍）
- 2003年 - 山下葉留花、アイドル（日向坂46）
- 2003年 - 山﨑倫、サッカー選手
- 2004年 - 杢代和人、歌手、俳優（原因は自分にある。）
- 2004年 - 大橋龍馬、タレント、ダンサー（DAN⇄JYO）
- 2004年 - 志賀李玖、俳優（EBiDAN、ICEx）
- 2004年 - リッキー、アイドル（ZEROBASEONE）
- 2005年 - 絈野夏海、バスケットボール選手
- 2009年 - 矢崎由紗、タレント、女優
- 2009年 - 田野井健、俳優
- 生年不詳 - まつだ志緒理、声優、女優

## 忌日

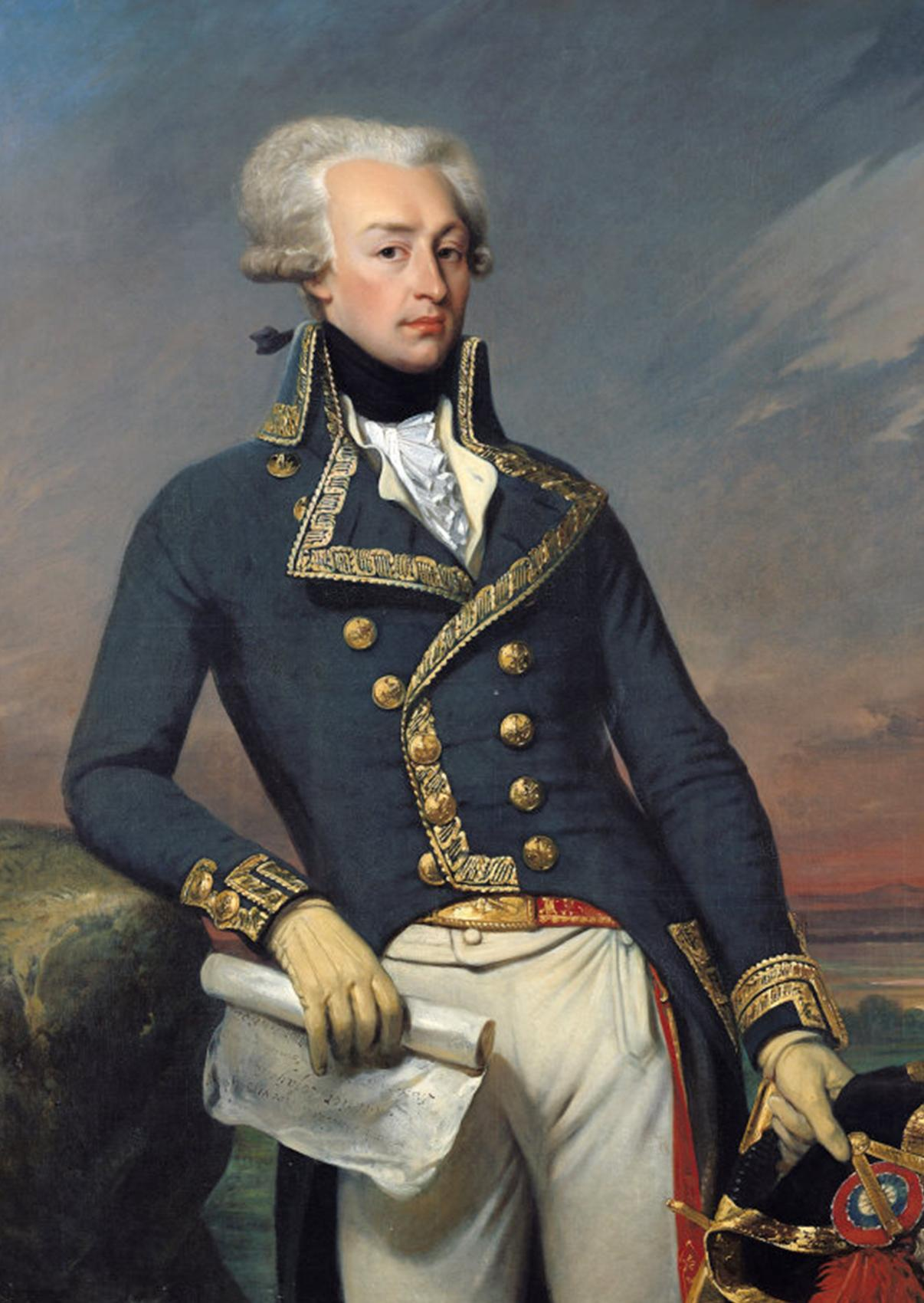
アメリカ独立革命で活躍したフランスの貴族・軍人ラファイエット(1757-1834)没。

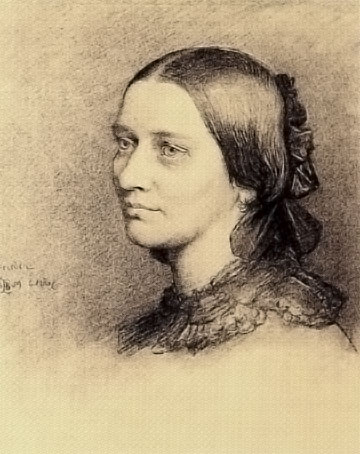
ピアニストクララ・シューマン(1819-1896)没。

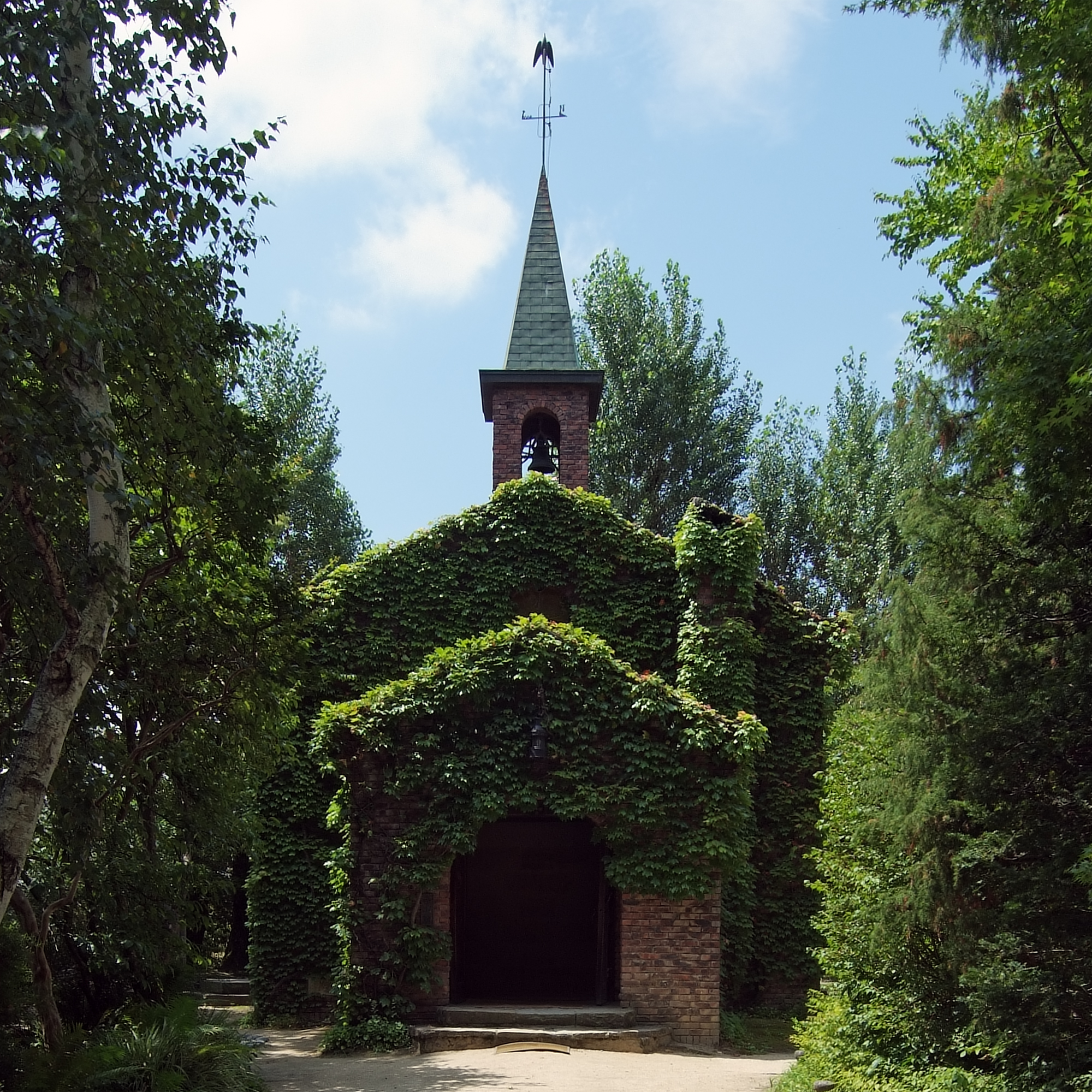
建築家今井兼次(1895-1987)。画像は碌山美術館本館。

- 703年（大宝3年閏4月1日） - 阿倍御主人、飛鳥時代の貴族（* 635年?）
- 1277年 - ヨハネス21世、ローマ教皇（* 1215年）
- 1506年 - クリストファー・コロンブス、探検家（* 1451年頃）
- 1550年（天文19年5月4日） - 足利義晴、室町幕府12代将軍（* 1511年）
- 1622年 - オスマン2世、第16代オスマン帝国スルタン（* 1604年）
- 1645年 - 史可法、明末の政治家（* 1601年）
- 1648年 - ヴワディスワフ4世、ポーランド王（* 1595年）
- 1720年（享保5年4月14日） - 山内豊隆、第6代土佐藩主（* 1673年）
- 1722年 - セバスチャン・ヴァイヤン、植物学者（* 1669年）
- 1755年 - ヨハン・ゲオルク・グメリン、博物学者、植物学者、地理学者（* 1709年）
- 1784年（天明4年4月2日） - 田沼意知、江戸幕府元若年寄（* 1749年）
- 1792年 - アントワーヌ・ルイ、外科医、生理学者（* 1723年）
- 1793年 - シャルル・ボネ、博物学者、哲学者（* 1720年）
- 1834年 - ラファイエット、アメリカ独立戦争に参加した軍人（* 1757年）
- 1875年 - カール・ハインリッヒ・クノール（英語版）、実業家、クノール創業者（* 1800年）
- 1885年 - フレデリック・セオドア・フリーリングハイゼン、第29代アメリカ合衆国国務長官（* 1817年）
- 1887年 - アレクサンドル・ウリヤノフ、レーニンの兄（* 1866年）
- 1889年 - 上杉斉憲、第12代米沢藩主（* 1820年）
- 1891年 - 畠山勇子、大津事件の際ロシア皇太子宛の遺書を残し自害した女性（* 1865年）
- 1896年 - クララ・シューマン、ピアニスト、作曲家、ロベルト・シューマンの妻（* 1819年）
- 1897年 - エドゥアール・ブランドン、画家（* 1831年）
- 1897年 - ホレイショ・キング、第22代アメリカ合衆国郵政長官（* 1811年）
- 1899年 - カルロッタ・グリジ、バレエダンサー（* 1819年）
- 1915年 - チャールズ・フランシス・アダムズ (2世)、実業家（* 1835年）
- 1925年 - 徳川頼倫、日本図書館協会総裁、貴族院議員（* 1872年）
- 1925年 - 海野厚、童謡作家、俳人（* 1896年）
- 1932年 - ウィリアム・シェパード・ベンソン、アメリカ海軍の大将（* 1855年）
- 1940年 - ヴェルネル・フォン・ヘイデンスタム、詩人、小説家（* 1859年）
- 1942年 - エクトール・ギマール、建築家（* 1867年）
- 1945年 - 閑院宮載仁親王、皇族（* 1865年）
- 1945年 - アレクサンドル・フェルスマン、地球化学者、鉱物学者（* 1883年）
- 1945年 - 景浦將、プロ野球選手（* 1915年）
- 1947年 - フィリップ・レーナルト、物理学者（* 1862年）
- 1955年 - 桂文治 (8代目)、落語家（* 1883年）
- 1959年 - アルフレッド・シュッツ、社会学者（* 1899年）
- 1963年 - 恒松安夫、政治家、歴史学者、元島根県知事（* 1899年）
- 1970年 - 江川宇礼雄、俳優（* 1902年）
- 1971年 - マーティン・ディーゴ、元プロ野球選手（* 1905年）
- 1973年 - ヤルノ・サーリネン、バイクレーサー（* 1945年）
- 1974年 - レオンティーネ・ザーガン、映画監督、女優（* 1889年）
- 1975年 - バーバラ・ヘップワース、芸術家、彫刻家（* 1903年）
- 1976年 - 荻原井泉水、俳人（* 1884年）
- 1978年 - バッキー・ハリス、元プロ野球選手（* 1908年）
- 1981年 - ラウリ・ピカラ、陸上競技選手、ペサパッロ考案者（* 1888年）
- 1981年 - 中村登、映画監督（* 1913年）
- 1982年 - マール・トューヴ、地球物理学者（* 1901年）
- 1983年 - エリック＝ホッファー、社会哲学者（* 1902年）
- 1985年 - 牛原虚彦、映画監督（* 1897年）
- 1986年 - ヘレン・ブルック・タウシグ、医学者（* 1898年）
- 1987年 - 今井兼次、建築家（* 1895年）
- 1988年 - 植竹春彦、実業家、政治家（* 1898年）
- 1989年 - ジョン・ヒックス、経済学者（* 1904年）
- 1989年 - マイク・ラインバック、元プロ野球選手（* 1949年）
- 1993年 - アル・エイバー、元プロ野球選手（* 1927年）
- 1994年 - 伊東正義、政治家、内閣官房長官（* 1913年）
- 1996年 - 高良武久、医学者、精神科医（* 1899年）
- 1997年 - 高辻正己、政治家、第48代法務大臣（* 1910年）
- 1997年 - 若二瀬唯之、元大相撲力士（* 1942年）
- 1998年 - 宮崎義一、経済学者（* 1919年）
- 1999年 - 松本司朗、実業家、元黄桜社長（* 1917年）
- 1999年 - 由利徹、コメディアン（* 1921年）
- 2000年 - ジャン＝ピエール・ランパル、フルート奏者（* 1922年）
- 2000年 - 田中豊一、物理学者（* 1946年）
- 2002年 - スティーヴン・ジェイ・グールド、古生物学者（* 1941年）
- 2003年 - 中村民雄、元プロ野球選手（* 1917年）
- 2003年 - 平井富三郎、日本サッカー協会第5代会長、実業家（* 1906年）
- 2004年 - 臼井勝三、政治家、元岩手県大船渡市長（* 2004年）
- 2005年 - 神田坤六、政治家、元群馬県知事（* 1908年）
- 2005年 - ポール・リクール、哲学者（* 1913年）
- 2007年 - 三代目三遊亭右女助、落語家（* 1925年）
- 2007年 - スタンリー・ミラー、化学者（* 1930年）
- 2008年 - ジョシュア、ファッションモデル（* 1982年）
- 2009年 - 近藤摂南、書道家（* 1922年）
- 2009年 - ルーシー・ゴードン、女優、モデル（* 1980年）
- 2010年 - 村山達雄、政治家、第82・91・92代大蔵大臣、第61代厚生大臣（* 1915年)
- 2010年 - グサン・マルトハルトノ、シンガーソングライター（* 1917年）
- 2010年 - ウォルター・ルーディン、数学者（* 1921年)
- 2010年 - 鈴木滋[12]、元サッカー日本代表コーチ、元東京都大学サッカー連盟評議員議長、成蹊大学名誉教授（* 1949年)
- 2011年 - 上田繁潔、政治家、第10-12代奈良県知事（* 1921年）
- 2011年 - 安藤庄平、映画特撮監督（* 1933年）
- 2011年 - ランディ・サベージ、プロレスラー（* 1952年）
- 2011年 - 今井辰紀、お笑いタレント（ワンツーギャンゴ）（* 1981年）
- 2011年 - 安達明、歌手（* 1948年）
- 2012年 - ユージン・ポーリー（英語版）、電気エンジニア（* 1915年）
- 2012年 - ロビン・ギブ、シンガーソングライター（ビージーズ）（* 1949年）
- 2013年 - 星野麥丘人、俳人（* 1925年）
- 2013年 - 山崎弘美、元プロ野球選手（* 1932年）
- 2013年 - 池田守男、実業家、資生堂元社長（* 1936年）
- 2013年 - レイ・マンザレク、ミュージシャン（ザ・ドアーズ）（* 1939年）
- 2014年 - 橋本勝磨、元プロ野球選手（* 1940年）
- 2015年 - メアリー・エレン・トレイナー、女優（* 1952年）
- 2015年 - ボブ・ベルデン、テナー・サックス奏者、アレンジャー、作曲家（* 1956年）
- 2015年 - 片平巧、オートレーサー（* 1965年）
- 2016年 - 姜錫柱、外交官、政治家、元朝鮮労働党書記（* 1939年）
- 2016年 - 牧野剛、河合塾講師、市民運動家（* 1945年）
- 2017年 - 池原義郎、建築家（* 1928年）
- 2017年 - ジーン・E・サメット、計算機科学者、プログラミング言語FORMAC開発者（* 1928年）
- 2017年 - 江副茂、経営者、東陶機器（TOTO） 元社長（* 1930年）
- 2017年 - 小川国彦、政治家（* 1933年）
- 2017年 - アレクサンドル・ヴォルコフ、政治家、初代ウドムルト共和国大統領（* 1951年）
- 2018年 - パトリシア・モリソン（英語版）、女優、歌手、アーティスト（* 1915年）
- 2018年 - 伊原昭、国文学者、梅光学院大学名誉教授（* 1917年）
- 2018年 - ディーター・シュネーベル、作曲家（* 1930年）
- 2018年 - 香西泰、経済学者、第7代政府税制調査会長（* 1933年）
- 2018年 - キャロル・マン、プロゴルファー、世界ゴルフ殿堂（* 1941年）
- 2018年 - 山口英夫、将棋棋士（* 1941年）
- 2018年 - 岩本洋、バレーボール指導者（* 1947年）
- 2018年 - 恵谷治、ジャーナリスト（* 1949年）
- 2019年 - ルドルフ・フォン・リッベントロップ、元武装親衛隊隊員、実業家（* 1921年）
- 2019年 - 渡邊亮徳、映画プロデューサー、元東映副社長（* 1930年）
- 2019年 - 降旗康男、映画監督（* 1934年）
- 2019年 - ニキ・ラウダ、F1ドライバー、ワールドチャンピオン(*1949年)
- 2020年 - 塚本三郎、政治家（* 1927年）
- 2020年 - アドルフォ・ニコラス、カトリック教会司祭、神学者、第30代イエズス会総長（* 1936年）
- 2020年 - 木村綾子、ピアニスト、大阪音楽大学教授（* 1973年）
- 2021年 - 石川實、社会学者、奈良女子大学名誉教授（* 1937年）
- 2021年 - ロジャー・ホーキンス、ドラマー（* 1945年）
- 2021年 - フロリアン・ピルキントン・ミクサ、ドラマー（カーヴド・エア）（* 1950年）
- 2022年 - 小嶋千鶴子、実業家、ジャスコ創業者、イオングループ共同創業者（* 1916年）
- 2023年 - 大南正瑛、材料力学者、立命館大学元学長、名誉教授（* 1931年）
- 2023年 - 高橋弘次、仏教学者、佛教大学元学長、金戒光明寺第74世法主（* 1934年）
- 2023年 - 河原田明、元プロ野球選手（* 1940年）
- 2023年 - 北村誠吾、政治家、自由民主党衆議院議員、元地方創生担当大臣（* 1947年）
- 2024年 - 増山江威子、女優、声優（* 1936年）
- 2024年 - アイヴァン・ボウスキー、投資家（* 1937年）
- 2024年 - ジャン＝クロード・ゴーダン、政治家、元マルセイユ市長、元国民議会議員（* 1939年）
- 2024年 - カール＝ハインツ・シュネリンガー、元プロサッカー選手（* 1939年）
- 2025年 - 近藤ミネ、日本の最高齢者（* 1910年）
- 2025年 - 宮寺勝利、プロ野球選手（* 1940年）

## 記念日・年中行事

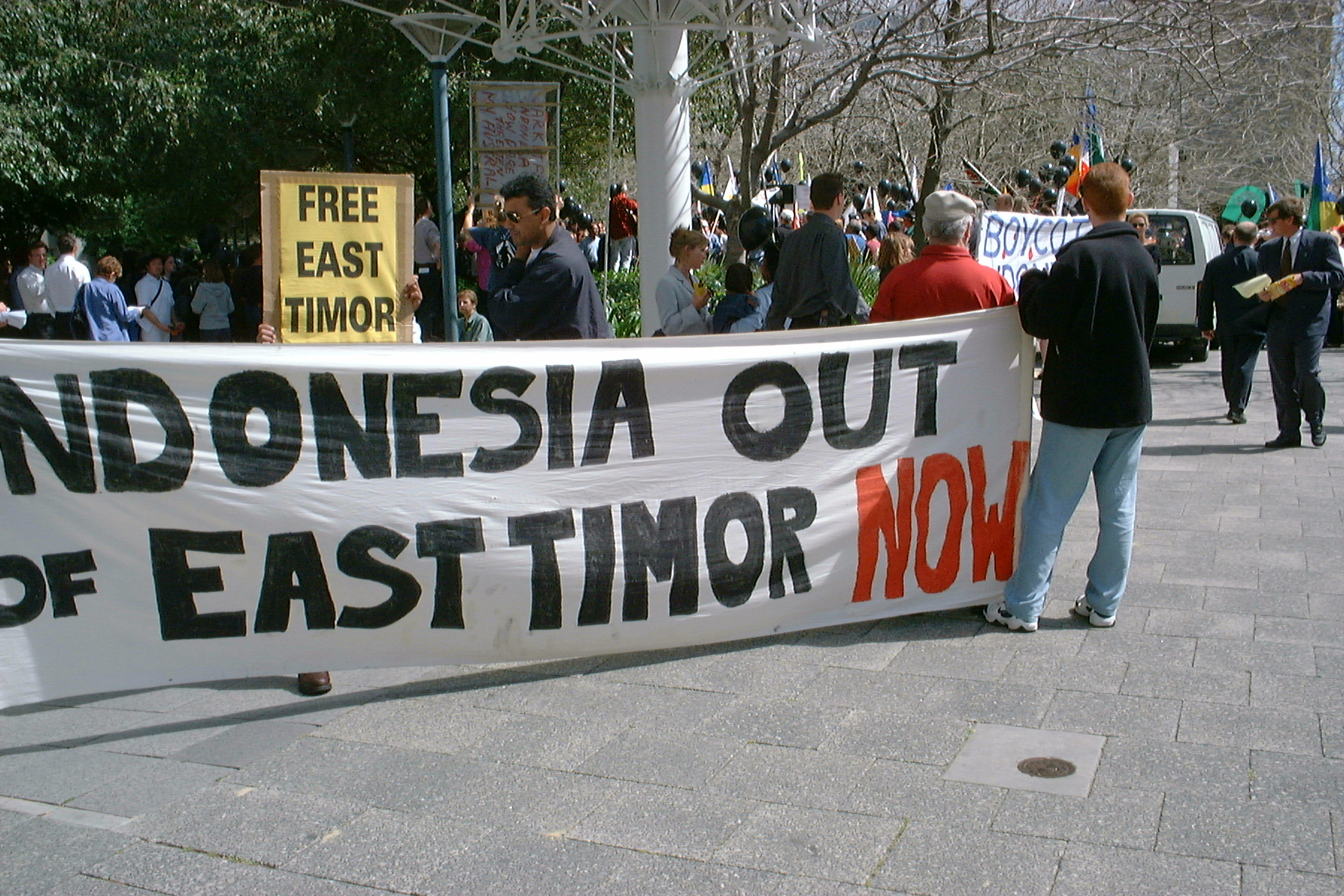
東ティモールの独立記念日。画像は独立デモの様子(1999)

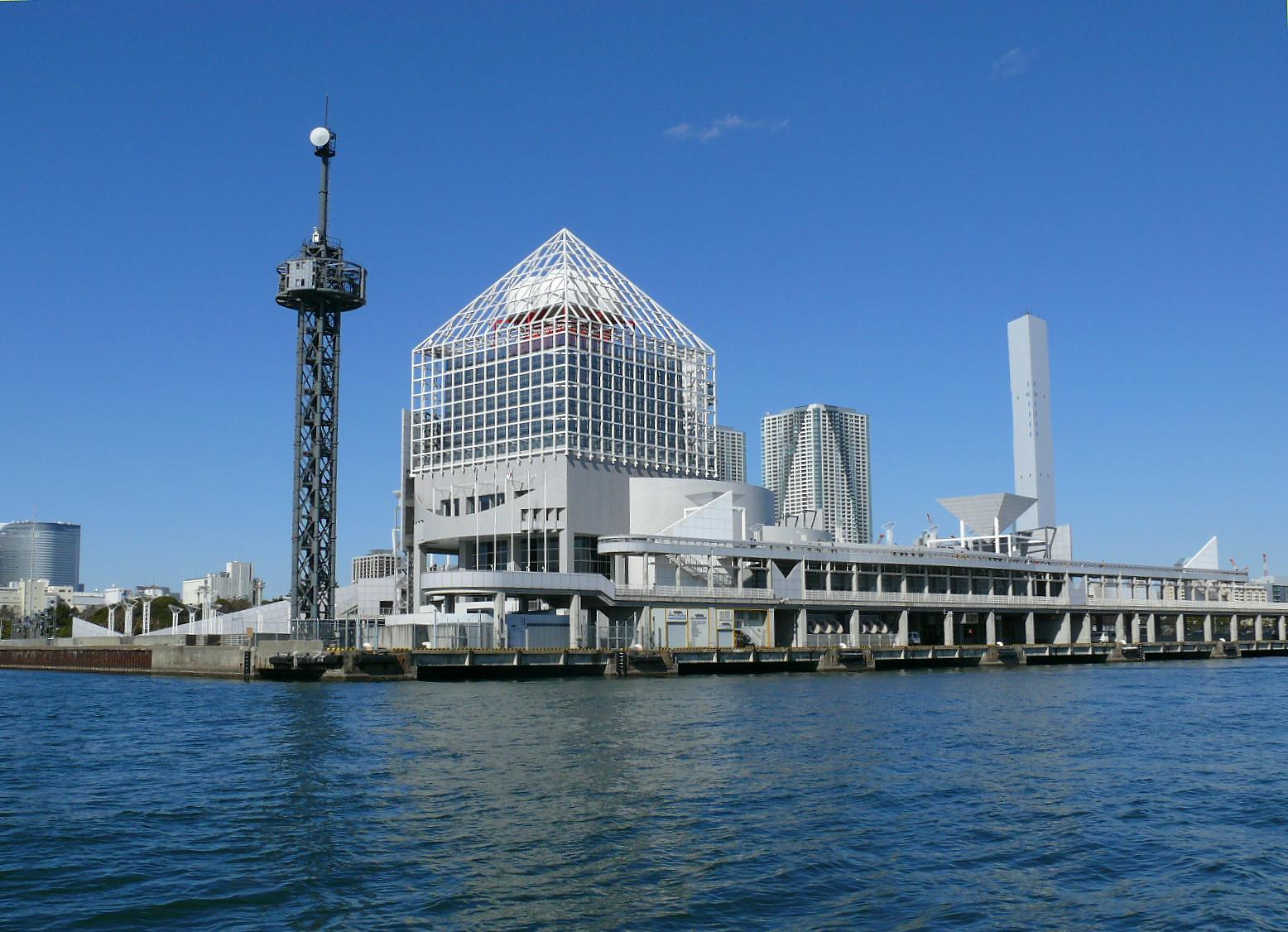
東京港開港記念日。画像は晴海埠頭。

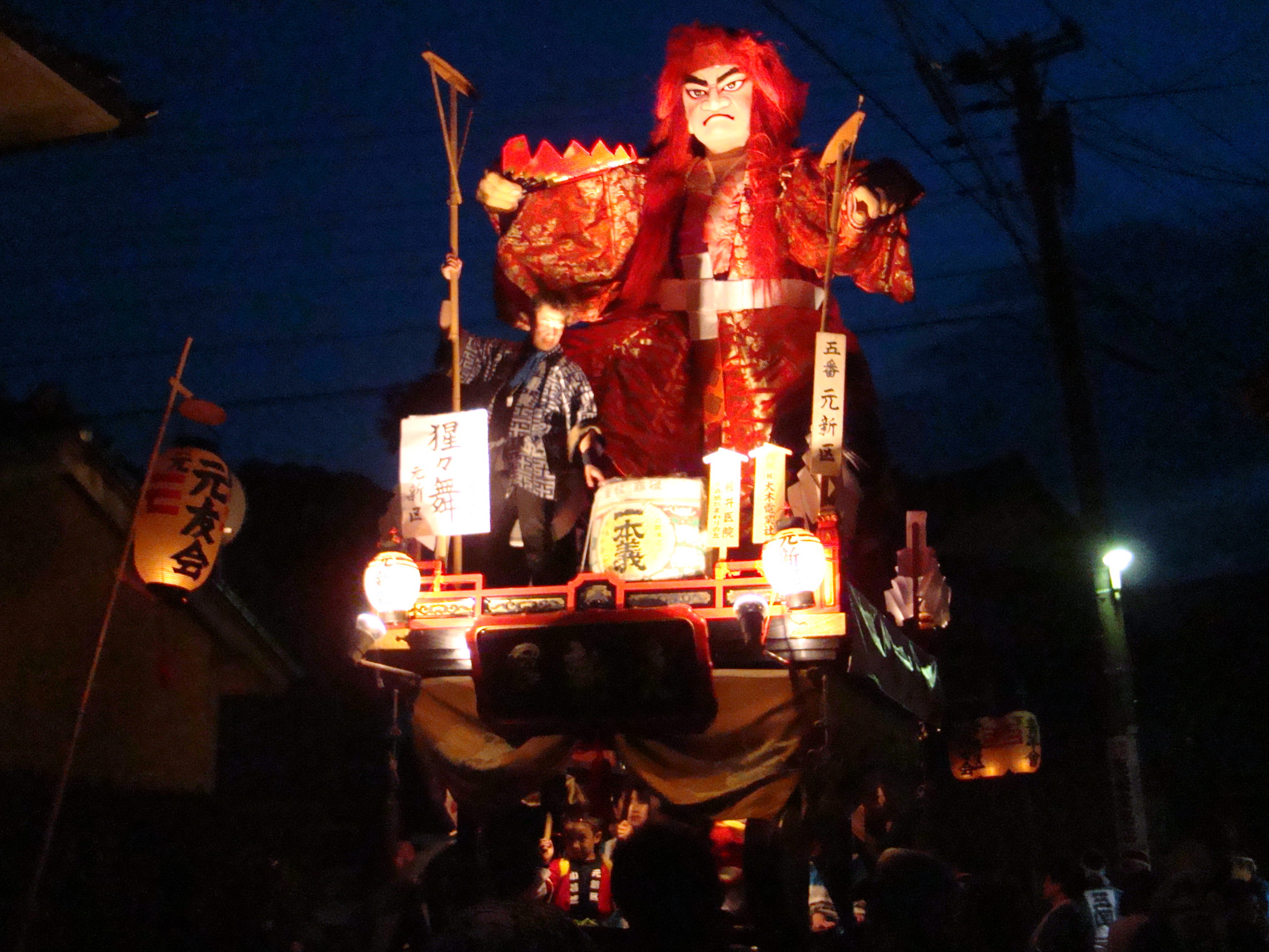
三国祭 巡行中の山車

- 小満（ 日本）
二十四節気の1つ。太陽の黄経が60度の時で、万物が次第に成長して、一定の大きさに達して来るころ。日本では、2016年から2096年までの閏年は5月20日が小満となる。
- 世界計量記念日（ 世界）
1875年のこの日にメートル条約が締結されたことにちなみ、条約締結125周年を記念して2000年から実施。
- 世界ミツバチの日（英語版）（ 世界）
近代養蜂の先駆者と呼ばれるスロベニアの養蜂家・アントン・ヤンシャ（英語版）の誕生日にちなみ、2017年12月に同国の提案され、翌2018年に制定された[13]。
- 独立記念日（ キューバ）
1902年のこの日、キューバがアメリカ合衆国の軍政から独立した。
- 独立記念日（ 東ティモール）
2002年のこの日、東ティモールがインドネシアから独立した。
- 建国記念日（英語版）（ カメルーン）
1972年のこの日、連邦制をとっていた旧フランス領東カメルーンと旧イギリス領西カメルーンが合邦して、単一のカメルーン連合共和国となったことを記念。
- 東京港開港記念日（ 日本）
1941年のこの日に、東京港の芝浦・竹芝両埠頭が完成し、外国貿易港として開港指定を受けた。
- ローマ字の日（ 日本）
財団法人日本のローマ字社 (NRS) が1955年に制定。ローマ字国字論を展開した物理学者・田中舘愛橘の1952年5月21日の命日にちなみ、きりのいい20日を記念日とした。
- 森林（もり）の日（ 日本）
村名に「美」の字がつく村10村で結成した「美し村（うましさと）連邦」が制定。5月は「森林」の中に「木」が5つ入っていることから、20日は「森林」の総画数が20画であることから。なお、美し村連邦は、参加する村のほとんどが平成の大合併で消滅することから、2003年に解散している。
- 三国祭（ 日本 福井県坂井市三国町）本祭りの日
- 酒田祭（ 日本 山形県酒田市）本祭りの日